# (2297) Daghestan
(2297) Daghestan est un astéroïde de la ceinture principale.

## Description
(2297) Daghestan est un astéroïde de la ceinture principale. Il fut découvert le 1er septembre 1978 à Naoutchnyï par Nikolaï Tchernykh. Il présente une orbite caractérisée par un demi-grand axe de 3,17 UA, une excentricité de 0,13 et une inclinaison de 1,6° par rapport à l'écliptique.

## Compléments